# Saskhori
Saskhori (en georgià: სასხორი) és un poble de Geòrgia que en el cens del 2014 tenia 332 habitants. Pertany al districte de Nichbisi.